# Fermin Muguruza
Pour les articles homonymes, voir Muguruza.
 (décembre 2017).
Si vous disposez d'ouvrages ou d'articles de référence ou si vous connaissez des sites web de qualité traitant du thème abordé ici, merci de compléter l'article en donnant les références utiles à sa vérifiabilité et en les liant à la section « Notes et références ».
Fermin Muguruza, né à Irun le 20 avril 1963, est un chanteur basque. Il a été le chanteur du groupe Kortatu (ska punk) dans les années 1980, puis du groupe Negu Gorriak (punk hardcore/fusion). Il est également à l'initiative du label basque Esan Ozenki et collabore souvent avec le label italien Gridalo Forte.
En 1999, il réunit des musiciens pour former un nouveau groupe qui portera son propre nom, Fermin Muguruza, mélangeant rocksteady, rock, salsa, dub, jungle et drum'n'bass. Manu Chao, Zebda, Mad Professor et de nombreux autres viendront collaborer sur ses albums.
En 2001, Esan Ozenki devient Metak.
En 2005, il part en Jamaïque enregistrer l'album "Euskal Herria Jamaika Clash" dans les mythiques studios Tuff Gong. Y participent plusieurs pointures du reggae jamaïcain, dont Toots, U-Roy, les I-Threes, entre autres. Après la disparition début 2006 de Metak, l'album sort sous le label Talka, la nouvelle créature de Fermin Muguruza.
Après une longue tournée dans le monde entier, il sort en 2007 "Afro-Basque Fire Brigade", un DVD comprenant des lives et un documentaire sur la tournée et un livre de photos.
C'est aussi pour son dévouement dans des causes humanitaires que Fermin Muguruza est connu. En effet, c'est un des rares chanteurs basques à être impliqué dans des associations d'aide aux enfants pauvres (notamment en Amérique du sud). Ainsi en 2005 il offrit entièrement les recettes d'un concert à une association au Brésil.

## Discographie
- Brigadistak Sound System, 14 titres, Esan Ozenki, 1999.
- Brigadistak Sound System - erREMIXak (remix), 7 titres, Esan Ozenki, 1999.
- FM 99.00 Dub Manifest, 10 titres, Esan Ozenki, 2000.
- In-komunikazioa, 10 titres, Metak Rds & Small Axe, 2002.
- Irun Meets Bristol. Komunikazioa", Metak, 2003.
- Barcelona Apolo 2004-I-21, 20 titres, (live), Metak, 2004.
- Xomorroak • Bichitos (La vida en el tiesto), 28 titres, Metak, 2005.
- Kontrakalea Acció 050505 (live), 2005.
- Euskal Herria Jamaika Clash, 12 titres, Talka, 2006
- BASS-Que Culture, DVD, Talka, 2006
- Afro-Basque Fire Brigade, Livre + DVD, Talka, 2007
- Asthmatic Lion, avec Sound Systema, 2008
- Checkpoint Rock - Canciones Desde Palestina, musique du film Checkpoint Rock, 2009

## Filmographie
- Black is Beltza (2019)
- Black is Beltza II: Ainhoa (2022)